# بس روتن
بس روتن (انگلیسی: Bas Rutten؛ زادهٔ ۲۴ فوریهٔ ۱۹۶۵) بازیگر، جودوکار، کشتی‌گیر کشتی حرفه‌ای، کاراته‌کا، تکواندوکار، ورزشکار هنرهای رزمی ترکیبی و بازیگر سینما اهل پادشاهی هلند است.
از فیلم‌ها یا برنامه‌های تلویزیونی که وی در آن نقش داشته‌است می‌توان به نگهبان باغ‌وحش، اینم از پول، پل بلارت: پلیس بازار، و پل بلارت: پلیس بازار ۲ اشاره کرد.